# Wraca (stacja kolejowa)
Wraca (bułg. Железопътна гара Враца) – stacja kolejowa w miejscowości Wraca, w obwodzie Wraca, w Bułgarii. Znajduje się na linii Mezdra – Widin.

## Historia
Budynek dworca został wybudowany w 1913 r. Obecny budynek pochodzi z 1980 r., Kiedy to dworzec kolejowy został znacząco rozbudowany.

## Linie kolejowe
- Mezdra – Widin